# Copernício
Em química, o copernício, também chamado de copérnio (símbolo Cn; inicialmente chamado de unúnbio/unúmbio do latim: "um, um, dois", ou eka-mercúrio: "semelhante ao mercúrio"), é um elemento químico sintético, com número atômico 112 (112 prótons e 112 elétrons) e com massa atómica [285] u. É um elemento de transição, transurânico, pertencente ao grupo 12 da tabela periódica.

## Características principais
É um elemento superpesado, radioativo, e seus isótopos se deterioram através da emissão alfa ou de fissão espontânea com meia-vida extremamente curta. Alguns pesquisadores lhe atribuíram o nome de "eka-mercúrio" devido a algumas semelhanças com este elemento. É, provavelmente, metálico, líquido, de aspecto prateado. O copernício é previsto para ter um baixo ponto de fusão e de ebulição e ser altamente volátil à temperatura ambiente.
O copernício deverá ser um metal muito pesado com uma densidade de cerca de 23,7 g/cm3 no estado sólido. Em comparação, o elemento mais denso conhecido que teve sua densidade medida, o ósmio, tem uma densidade de apenas 22,61 g/cm3. Isso resulta da alta massa atômica do Cn, devido às contrações de lantânidos e actinídeos e efeitos relativísticos, embora a produção de Cn suficiente para medir essa quantidade seria impraticável e a amostra decairia rapidamente. 

## Propriedades químicas previstas
O copernício é o último membro da série 6d de metais de transição e é o elemento mais pesado do grupo 12 (ou 2B) na tabela periódica, abaixo de zinco, cádmio e mercúrio. Prevê-se que o copernício possa diferir significativamente dos elementos mais leves do grupo 12, devido aos efeitos quânticos relativísticos. As subcamadas de valência dos elementos do grupo 12 e dos elementos do período 7 deverão ser relativisticamente contraídas mais fortemente no copernício. Isto e a configuração de camada fechada do copernício (devido a um forte efeito do par inerte) faz com que ele possa ser um metal muito nobre, de baixa reatividade química. Suas ligações metálicas também devem ser muito fracas, possivelmente tornando-o extremamente volátil, de modo que ele seja um líquido e talvez até mesmo gasoso à temperatura ambiente. No entanto, deve ser capaz de formar ligações metal-metal com cobre, paládio, platina, prata e ouro; as quais são previstas para ser apenas cerca de 15-20 kJ/mol mais fraco do que as ligações análogas com mercúrio.
Uma vez que o copernício é ionizado, sua química pode apresentar várias diferenças daquelas do zinco, cádmio e mercúrio. Devido à estabilização de orbitais eletrônicos 7s e desestabilização de 6d causados por efeitos relativísticos, Cn2+ provavelmente deverá ter uma configuração eletrônica [Rn]5f146d87s2, ao invés da configuração esperada [Rn]5f146d10, perdendo elétrons do orbital 6d ao invés do 7s, ao contrário de seus homólogos mais leves. O fato de que os elétrons 6d participam mais facilmente na ligação química significa que uma vez que o copernício esteja ionizado, ele pode se comportar mais como um metal de transição do que seus homólogos mais leves, especialmente no seu possível estado de oxidação +4. Em soluções aquosas, o copernício poderá formar os estados de oxidação +2 e talvez +4. O íon diatômico Hg2+
2, com mercúrio no estado de oxidação +1 é bem conhecido, mas o análogo Cn2+
2 é previsto para ser instável ou mesmo inexistente. O fluoreto de Copernício II, 
CnF2 deve ser menos estável que o composto de mercúrio análogo, fluoreto de mercúrio II (
HgF2) e pode até se decompor espontaneamente em seus elementos constituintes.
Logo, os estados de oxidação mais comuns do copernício seriam o +2 e provavelmente o +4, diferente de seus homólogos mais leves, o mercúrio com estados de oxidação +1 e +2 e o zinco e cádmio, apenas com o +2. Ambos os íons Cn2+ e Cn4+ seriam agentes oxidantes e seriam facilmente reduzido a copernício metálico, um comportamento semelhante ao do mercúrio e do ouro. O copernício seria um metal muito pouco reativo e que não seria atacado por ácidos comuns. Em alguns aspectos, ele se comportaria de forma semelhante a um gás nobre.
Alguns compostos de copernício incluiriam os halogenetos 
CnF2, 
CnCl2, 
CnBr2 e 
CnI2 no estado de oxidação +2. Todos se decomporiam aos elementos constituintes sob aquecimento. Outros compostos neste estado de oxidação incluiriam o sulfato 
CnSO4, o nitrato Cn(
NO3)2, o cianeto 
Cn(CN)2, o óxido CnO, o sulfeto muito insolúvel CnS e o seleneto CnSe, o qual foi detectado ao se examinar as propriedades do elemento. O copernício divalente muito provavelmente se comportaria de forma muito semelhante ao mercúrio divalente, com algumas diferenças.
No estado de oxidação +4, o Cn poderia formar compostos tais como 
CnF4 e 
CnCl4, bem como o óxido 
CnO2, entre outros compostos. Os complexos do copernício IV seriam quadrado planares.
Algumas propriedades do elemento têm sido investigadas por meio de observações e experimentos com os átomos criados na fase gasosa, antes do elemento decair. Tem sido demonstrado que o Cn é adsorvido fracamente sobre uma superfície de ouro, um comportamento semelhante ao dos gases nobres, tais como o radônio, além de mostrar-se altamente volátil (seu ponto de ebulição poderia ser tão baixo quanto 84°C) e pouco reativo. Os experimentos confirmaram que o copernício é de fato um homólogo mais pesado do mercúrio, encaixando-o firmemente no Grupo 12. Também se tem tentado depositar átomos de copernício no estado gasoso sobre uma superfície de selênio para formar seleneto de copernício (CnSe). Observou-se que o elemento de fato reagiu com o selênio formando o seleneto, com um  ΔHads de 48kJ/mol, sendo que a reação foi inesperadamente mais fácil para o copernício do que para o mercúrio, seu homólogo quimicamente mais próximo.
O potencial de redução do copernício é previsto para ser de +2,1 V, o que o tornaria de longe o menos reativo de qualquer elemento metálico, menos reativo que o ouro (+1,5 V).

## História
Este elemento foi criado em 9 de fevereiro de 1996 no "Gesellschaft für Schwerionenforschung" (GSI) em Darmstadt, Alemanha, por uma equipe chefiada por Peter Armbruster e Sigurd Hofmann. Este elemento foi sintetizado fundindo um átomo de zinco-70 com um átomo de chumbo-208, acelerando núcleos de zinco sobre um alvo de chumbo num acelerador de íons pesados (UNILAC). A IUPAC confirmou a descoberta em 11 de junho de 2009.
Foi conhecido como "unúnbio", um nome sistemático e temporário, dado pela IUPAC, até julho de 2009, quando foi batizado como Copernicium, em homenagem a Nicolau Copérnico. O nome foi aprovado oficialmente pela IUPAC em 20 de fevereiro de 2010, após seis meses de discussão.

## Isótopos
Cinco isótopos são conhecidos:
- O Cn-277 com meia-vida de 0,28 milissegundos, decaindo para Ds-273 com emissão alfa.
- O Cn-282 com meia-vida de 0,8 milissegundos, decaindo por fissão espontânea.
- O Cn-283 com meia-vida de 4 segundos, decaindo para Ds-279 com emissão alfa.
- O Cn-284 com meia-vida de 97 milissegundos, decaindo por fissão espontânea.
- O Cn-285 com meia-vida de 29 segundos, decaindo para Ds-281 com emissão alfa.